# Gammaromermis carinogammari
Gammaromermis carinogammari (лат.) — вид круглых червей из семейства Mermithidae (отряд Mermithida, Nematoda). Эндемик озера Байкал (Россия), где обнаружен на илистом дне на глубине 28 м.
Круглые черви микроскопических размеров. Паразиты ракообразных-бокоплавов (Amphipoda).
Вид был впервые описан в 1976 году Иваном Антоновичем Рубцовым под первоначальным названием Lanceimermis carinogammari Rubtsov, 1976 и позднее включён в отдельный род Gammaromermis Rubtsov, Beckman, 1979 из семейства Mermithidae.